# イオン一関店
イオン一関店（イオンいちのせきてん）は、岩手県一関市山目にあるイオン東北株式会社が運営管理する総合スーパー（GMS）。

## 歴史・概要

### 一関ショッピングデパート千葉久
1975年（昭和50年）に地場資本の老舗百貨店であった「千葉久」と提携して、一ノ関駅前の大町商店街と駅前通りの交差点角に店舗を移転し、「一関ショッピングデパート千葉久」を開業したのが始まりである。
この店舗は地下1階・地上5階建てで、都会的な感覚を持ち込んだ売り場構成を行って地元の小売業者に大きな影響を与えるとされていた。
当店と共に一関では三大百貨店として並び称された「東光デパート」は、当店から大町商店街を通って約300 mの場所に位置していたが、1978年（昭和53年）11月に倒産した。
この「東光デパート」の跡地には、八戸市の老舗百貨店の三春屋が進出したが、1981年（昭和56年）4月に同社が一関店を含む4店舗を「ダイエー」に譲渡して撤退し、1985年（昭和60年）には「ダイエー一関店」が開業した。このダイエーの開業により、同店との間にある約300 mの大町商店街を買い物客が流れるルートが出来上がっていった。
「一関ショッピングデパート千葉久」は、1997年（平成9年）9月に一関ICに近い郊外の国道沿いに「一関サティ」が開業するのに伴い、1997年（平成9年）8月に閉店してその歴史に終止符を打った。
なお、「株式会社千葉久友の会」は1978年（昭和53年）2月に「株式会社ピープル」へ社名を変更して同年4月に「ニチイグループ」のスポーツクラブ事業を讓受して事業転換し、「マイカル」の子会社として東京証券取引所第1部へ上場した。その後、2001年（平成13年）6月に「コナミスポーツ株式会社」となり2006年（平成18年）3月にコナミスポーツ&ライフとなっている。

### 一関サティ
「一関サティ」は1997年（平成9年）9月に一関ICに近い郊外の国道沿いに開業した。
当地は、「ジャスコ（現・イオン）」が1981年（昭和56年）に店舗面積17,300 ㎡で出店を表明していたが、申請から商業活動調整協議会審議で約2年半後に店舗面積が約5分の1の3,500 ㎡で結審したため、出店を断念した場所であった。
当店の開業をきっかけに郊外に駐車場を備えた専門店などが相次いで出店しており、一関市の買い物客が中心市街地から郊外へ流出する先駆けとなった。
その結果、「ダイエー一関店」も売り上げ減少を理由に2002年（平成14年）5月に閉店し、一関市の中心商店街では空き店舗が急増することになった。

### イオングループへ
当店は2001年（平成13年）9月に秋田サティ、旧・盛岡南サティ、一関サティ、米沢サティ、福島サティ、会津サティ、いわきサティなどと共にマイカル東北からマイカル本社に譲渡されてマイカル直営店舗になった。
しかし、同月14日に「マイカル」は東京地方裁判所に民事再生法の適用を申請して事実上破綻した。
その後、イオンが再建の支援を行う上で求めていたため、同年11月22日に東京地方裁判所に会社更生法の適用を申請して、破綻処理の手法を民事再生法から切り替えることになった。
「マイカル」は「イオン」の支援を受けて経営再建を行うことになったことに伴い、同社のプライベートブランド「トップバリュ」を取り扱うことになった。
2011年（平成23年）3月1日に営業していたサティは全てイオンへ転換したため、当店も店名を変更している。
また、当店が店名を「イオン」へ変更した10日後の同年3月11日に発生した東日本大震災を受けて、同年11月3日から陸前高田市小友町に「イオン一関店陸前高田分店」を開設し、同地の住民の買い物への対応を行っている。

## 沿革
- 1973年（昭和48年）3月 -「千葉久友の会」を設立[13]。
- 1975年（昭和50年）- 千葉久と提携して「一関ショッピングデパート千葉久」を開店[5][6]。
- 1997年（平成9年）
  - 8月 - 一関ショッピングデパート千葉久が閉店[5][12]。
  - 9月 - マイカル運営の「一関サティ」として開店[12]。
- 2001年（平成13年）
  - 9月 - マイカル東北からマイカル本社に譲渡され、マイカル直営店舗へ移行[2]。
  - 9月14日 - マイカルが東京地方裁判所に民事再生法の適用を申請して事実上破綻[16]。
  - 9月18日 - マイカル東北が東京地方裁判所に民事再生法の適用を申請して事実上破綻[2]。
  - 11月22日 - マイカルが東京地方裁判所に会社更生法の適用を申請して、破綻処理の手法を民事再生法から切り替え[17]。
- 2009年（平成21年）10月31日 - 買い物袋持参スタンプカードの回収終了。
- 2011年（平成23年）
  - 3月1日 - GMS事業の再編に伴い、イオンリテールに吸収合併され「イオン一関店」へ改称[19]。
  - 11月3日 - サテライトショップとして陸前高田市小友町に「イオン一関店陸前高田分店」を開店[19]。
- 2020年（令和2年）3月1日 - イオン東北株式会社発足に伴い、店舗の管理・運営および食品売場をイオン東北に移管。
- 2021年（令和3年）9月1日 - イオン東北とイオンリテール東北事業本部の統合に伴い、衣料、住居余暇、H&BC各売場をイオン東北に移管[21]。

## フロアとテナント

### フロア概要
核店舗のイオン一関店と37の専門店で構成される。
| 階  | フロア概要                 |
| --- | -------------------------- |
| R階 | 屋上駐車場                 |
| 2階 | ファッションと子供のフロア |
| 1階 | 食品と暮らしのフロア       |

### 主なテナント
１階
- コムサイズム（レディス）
- a.v.v.（レディス）
- 未来屋書店（書籍）
- セリア（100円ショップ）
- 築地銀だこ（たこ焼）
- ハニーズ(レディス)

2階
- アヴェニュー（レディス）
- Kids&Baby しみず（キッズ）
- パティズ（雑貨）
- モーリーファンタジー（アミューズメント）

※テナント情報は2022年5月時点
出店テナント全店の一覧詳細情報は公式サイト「専門店」「フロアガイド」を、営業時間およびATMを設置している金融機関の詳細は公式サイト「営業時間」を参照。

## その他

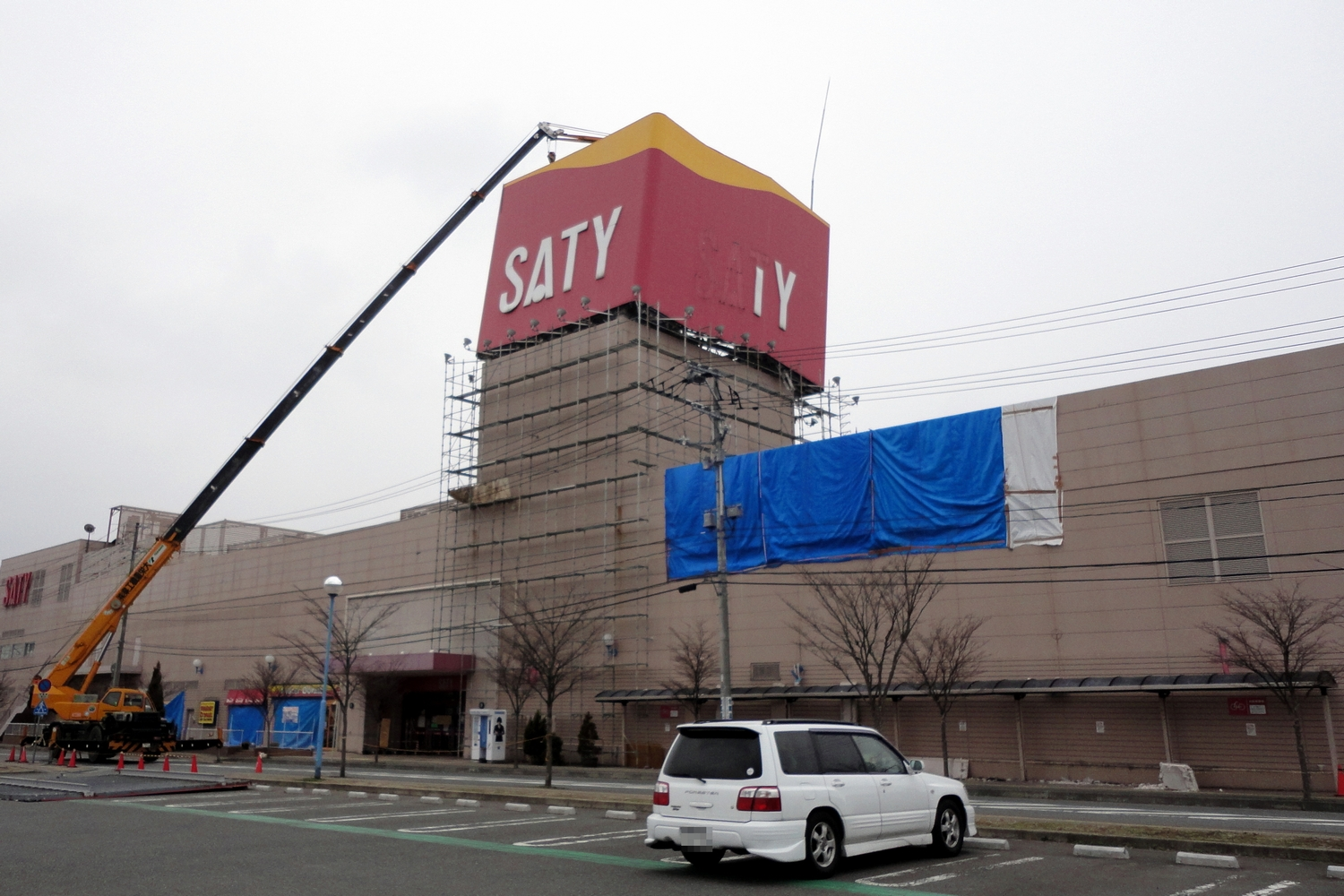
看板撤去前のイオン一関店

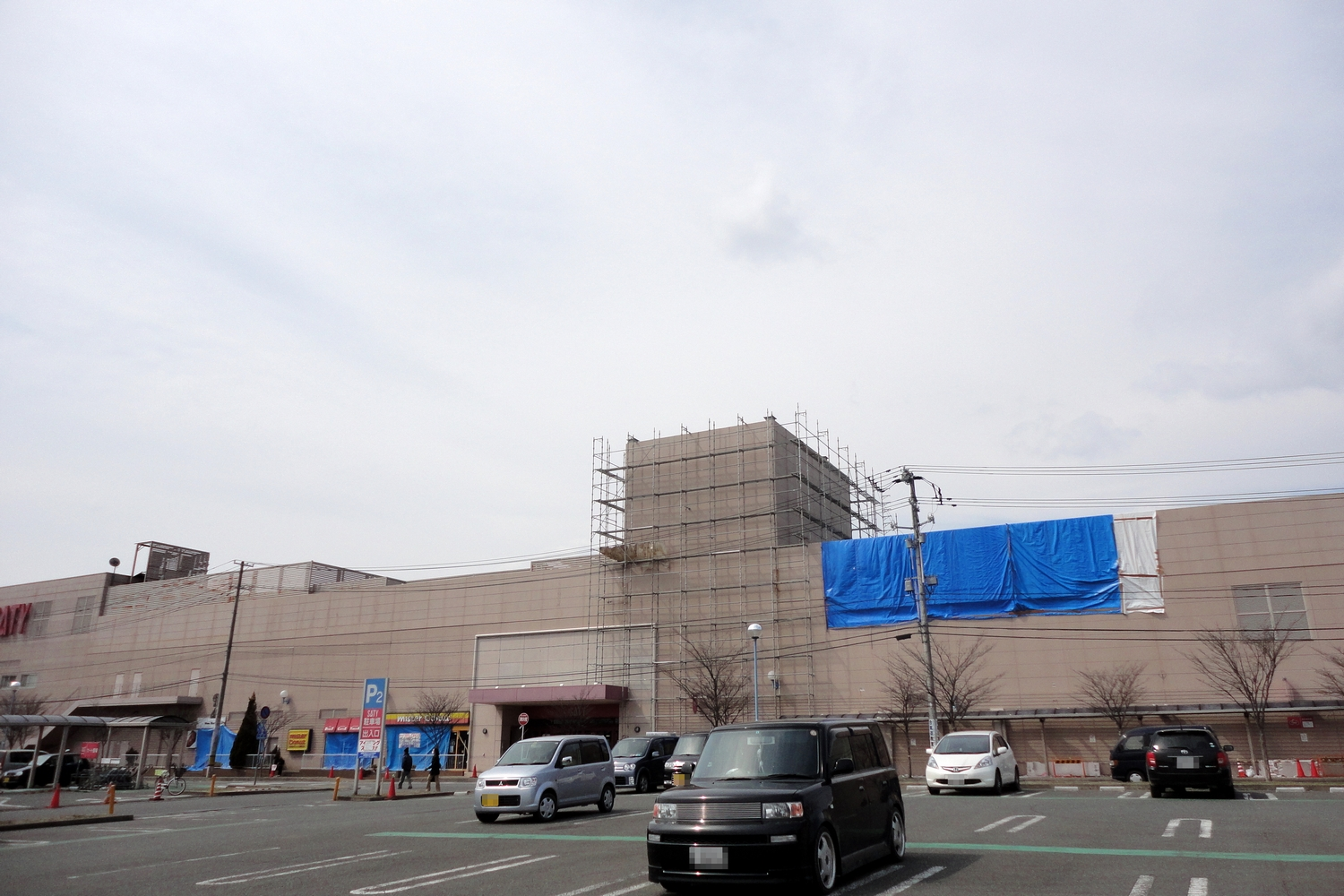
看板撤去後のイオン一関店

- 2011年3月11日の東北地方太平洋沖地震により、外壁等の落下・亀裂の他に、屋上にあったロゴ看板が台座から大きくずれて傾く被害が発生したが、営業再開後1週間ほどで看板は撤去された。2011年3月の時点では一関サティからイオン一関店へ店名が変更されていたものの、看板は「SATY」表記のままであった（福島サティも同じ状況であった）。

## アクセス

### 鉄道
- 一ノ関駅（JR東日本）から徒歩約32分、山ノ目駅（JR東日本）から徒歩約38分

### 路線バス
- 岩手県交通「市役所・厳美渓方面行き」「須川温泉行き」一ノ関駅西口9番バス乗り場より10分、「岩手病院前」で下車。
なお、岩手急行バス・東日本急行が運行する仙台駅前行きの高速バス路線、および岩手県交通の高速バス「イーハトーブ号」には「イオン一関前」というバス停がある。
（ちなみに「岩手病院前」バス停と「イオン一関前」バス停は同一場所にある）
なお高速バスはどちらもクローズドドアシステム。そのため、岩手急行バス・東日本急行のバスは仙台方面行きの乗車、仙台方面から来る乗客の下車のみが可能である。
イーハトーブ号は大宮駅西口・川口駅東口・赤羽駅東口・池袋駅西口行きの乗車、池袋・赤羽・川口・大宮方面から来る乗客の下車のみが可能である。

### 自動車
- 東北自動車道 - 一関ICより約3分、平泉スマートICより約8分

### 駐車場
当施設の駐車場は、700台利用可能である。
| 施設駐車場     | 駐車台数 | 駐車可能時間 | 備考          |
| -------------- | -------- | ------------ | ------------- |
| 東側駐車場(P1) | 140      | 6:45 - 22:15 |               |
| 北側駐車場(P3) | 150      | 6:45 - 22:15 |               |
| 西側駐車場(P4) | 150      | 6:45 - 22:15 |               |
| 屋上駐車場     | 260      | 7:45 - 21:00 | 高さ制限3.5ｍ |

## 周辺
- 国立病院機構岩手病院
- 一関信用金庫 一関インター支店